# Museu Asas de um Sonho
O Museu Asas de um Sonho, anteriormente denominado Museu TAM, é uma instituição cultural localizada na cidade brasileira de Itu, no interior do estado de São Paulo. Era o maior museu de aviação do mundo mantido por uma companhia aérea privada antes até ser desativado em 2016.
O museu era o grande sonho do comandante Rolim Adolfo Amaro, fundador e presidente da TAM Linhas Aéreas, e de seu irmão João Francisco Amaro. Foi inaugurado experimentalmente no dia 11 de novembro de 2006, no distrito de Água Vermelha, em São Carlos, anexo ao Aeroporto de São Carlos e LATAM MRO.
O espaço foi aberto com 32 aeronaves e chegou a abrigar quase 100, a maioria delas em condições de voo. Entre os destaques estão o Lockheed Constellation da Panair do Brasil, o primeiro a fazer viagens entre continentes, réplicas do 14-bis e do Demoiselle, modelos construídos por Santos Dumont, exemplares do caça alemão Messerschmitt Bf 109 e do caça inglês Supermarine Spitfire, utilizados na Segunda Guerra Mundial além dos holandeses Fokker 27, Fokker 50  e Fokker 100, que foram utilizados pela companhia. A inauguração também fez parte das comemorações dos 150 anos da cidade de São Carlos.
Em 29 de janeiro de 2016, o Museu TAM foi fechado para manutenção, sem previsão de retorno. Notícias dão conta de que a crise financeira levou a companhia a tomar a decisão e que estaria em negociação com a Força Aérea Brasileira, que ficaria com o acervo, expondo-o na base de Campo de Marte, na capital paulista.
Em 12 de maio de 2018, foi acertada a transferência do acervo do Museu TAM para novas instalações, a serem construídas no local onde se encontra o Memorial Aeroespacial Brasileiro, na cidade de São José dos Campos, estado de São Paulo, onde estão a sede da Embraer e o Departamento de Ciência e Tecnologia Aeroespacial (DCTA), anexo ao Aeroporto de São José dos Campos. O acordo foi realizado na presença do presidente do Museu da Tam, João Amaro, do prefeito de São José dos Campos, do coronel Ozires Silva e demais autoridades do museu e da cidade.

## História
Em 1996, depois de terminar o trabalho de restauração de um velho monomotor Cessna 195, os irmãos Rolim Adolfo Amaro e João Francisco Amaro decidiram comprar algumas aeronaves clássicas e mantê-las nas proximidades de São Paulo, a fim de deixá-las disponíveis para voos de finais de semana com os amigos.
Contudo, depois de adquiridas, percebeu-se que a pequena coleção poderia tornar-se um museu representativo para a memória da aviação brasileira e mundial. Foi então que, em 1996, decidiram criar o "Museu Asas de um Sonho", originalmente mantido pela Educação Assistência e Cultura (Eductam), uma associação sem fins lucrativos fundada pela TAM em 23 de dezembro de 1991, para administrar os programas sociais da empresa.

### Reforma
Em julho de 2008, o Museu entrou em reforma para expandir sua antiga área construída coberta, de 9,5 mil m² para mais de 20 mil m², reabrindo em 13 de junho de 2010.
Em 26 de fevereiro de 2011, o museu ganhou mais duas aeronaves: um Hawker Siddeley HS-125 doado pela FAB (Força Aérea Brasileira) e um ultraleve Roloff-Unger RLU-1 Breezy Pusher, integralmente construído e montado nas oficinas de restauração da instituição, totalizando 76 unidades em exposição.
Em 24 de outubro de 2011, em comemoração ao Dia do Aviador, celebrado em 23 de outubro, o Museu TAM anunciou a incorporação de três novos aviões: Tenco Globe Swift, Ryan PT-22 Recruit e uma réplica em tamanho real do Blériot XI, construído e doado ao museu por Daniel Augusto Rizzi Salvadori, Luis Guilherme Camps e Pierre Artur Camps.
Em julho de 2012, o museu bateu recorde de visitas em um único dia.

### Nova reabertura
Fechado em janeiro de 2016, o museu estava planejado para ser reaberto em maio de 2023, conforme protocolo de intenções assinado pelo prefeito de São Carlos Airton Garcia e o presidente da Associação Asas de Um Sonho João Amaro, em uma reunião no Paço Municipal. Além de mais de 100 aeronaves, como o Vought F4U Corsair, P-47 Thunderbolt, MiG -21 e Dassault Mirage III, o acervo seria complementado com tratores da extinta Companhia Brasileira de Tratores (CBT). O investimento por parte da Prefeitura de São Carlos para a manutenção do Museu estava orçado em aproximadamente R$ 700 mil por ano.
Em 10 de agosto de 2024, o museu foi oficialmente reaberto no centro histórico de Itu, onde passa a fazer parte do complexo Centro Cultural Fábrica São Pedro – onde também se encontra a Fábrica de Arte Marcos Amaro. A primeira exposição traz uma coleção que inclui réplicas do 14-Bis e do Demoiselle – assim como uma coleção de itens pessoas do inventor brasileiro, além de outras aeronaves. A iniciativa partiu de Marcos Amaro, filho do fundador da TAM. A transferência de todo o acervo deve ser concluído em data futura.

## Atrações
O espaço contava com memorial da empresa, coleção de objetos ligados à aviação, modelos em escala, uniformes, espaço para crianças, simuladores, drones, equipamentos aeroportuários antigos, motores aeronáuticos, carros de competição, além do acervo com 115 aeronaves históricas, das quais 91 estavam expostas e outas 24 estavam em processo de restauro.
Há também uma replica do "DSL São Paulo" ou "D.S. De Lavaud", que fez o primeiro voo da América Latina, em 1910, que é uma façanha esquecida, do inventor franco-brasileiro Dimitri Sensaud de Lavaud que projetou, construiu e voou com seu aeroplano.
Abaixo lista de algumas aeronaves expostas
| Nome                         | País de origem  |
| ---------------------------- | --------------- |
| Aeronca C3                   | Estados Unidos  |
| American Flea Ship           | Estados Unidos  |
| Boeing Stearman              | Estados Unidos  |
| Bücker Jungman               | Alemanha        |
| Cessna 140                   | Estados Unidos  |
| Cessna 180                   | Estados Unidos  |
| Cessna 185                   | Estados Unidos  |
| Cessna 195                   | Estados Unidos  |
| Cessna Bird Dog              | Estados Unidos  |
| Douglas DC-3 "Rose"          | Estados Unidos  |
| F4U Corsair                  | Estados Unidos  |
| EAY-201 Ypiranga             | Brasil          |
| Fairchild F-24               | Estados Unidos  |
| Fairchild PT-19              | Estados Unidos  |
| Fokker F-27                  | Países Baixos   |
| Fokker 50                    | Países Baixos   |
| Fokker 100                   | Países Baixos   |
| Gloster Meteor               | Inglaterra      |
| Lockheed Constellation       | Estados Unidos  |
| Messerschmitt Bf 109         | Alemanha        |
| MIG 15                       | União Soviética |
| MIG 17                       | União Soviética |
| MIG 21                       | União Soviética |
| Miles Hawk Major             | Inglaterra      |
| Neiva P-56 Paulistinha       | Brasil          |
| Nord Norecrin                | França          |
| Republic P-47 Thunderbolt    | Estados Unidos  |
| Paulistinha CAP-4            | Brasil          |
| Piper PA-12                  | Estados Unidos  |
| Planador Grunau Baby IIb     | Alemanha        |
| Réplica do 14-bis            | França e Brasil |
| Réplica do Demoiselle        | França e Brasil |
| RWD-13                       | Polónia         |
| Savoia-Marchetti S.55 (Jahu) | Itália e Brasil |
| Supermarine Spitfire MKIX    | Reino Unido     |

## Endereço
Centro Cultural São Pedro – Rua Padre Bartolomeu Tadei, 9, Vila São Francisco, Itu–SP.

## Galeria

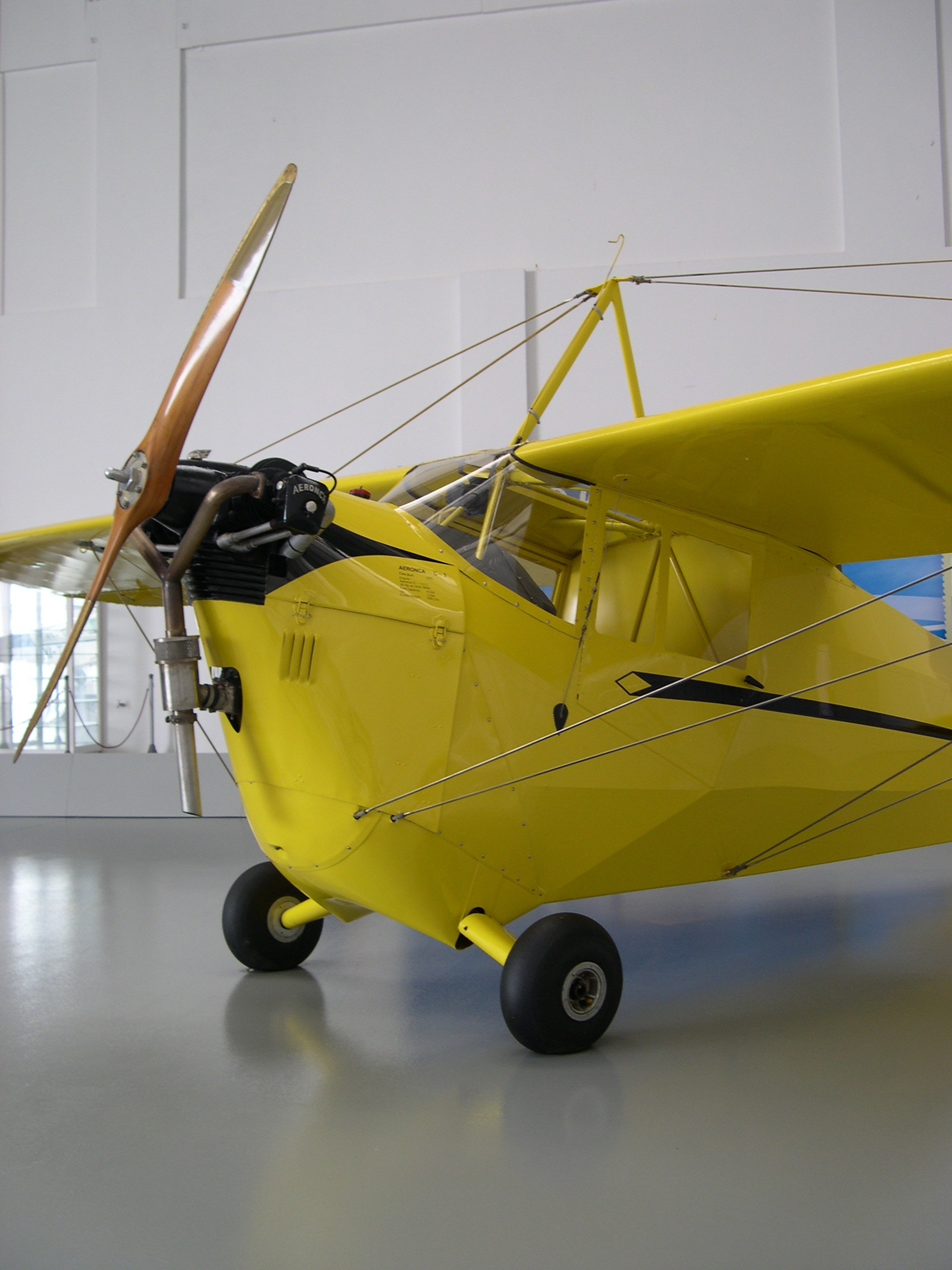
Aeronca C3
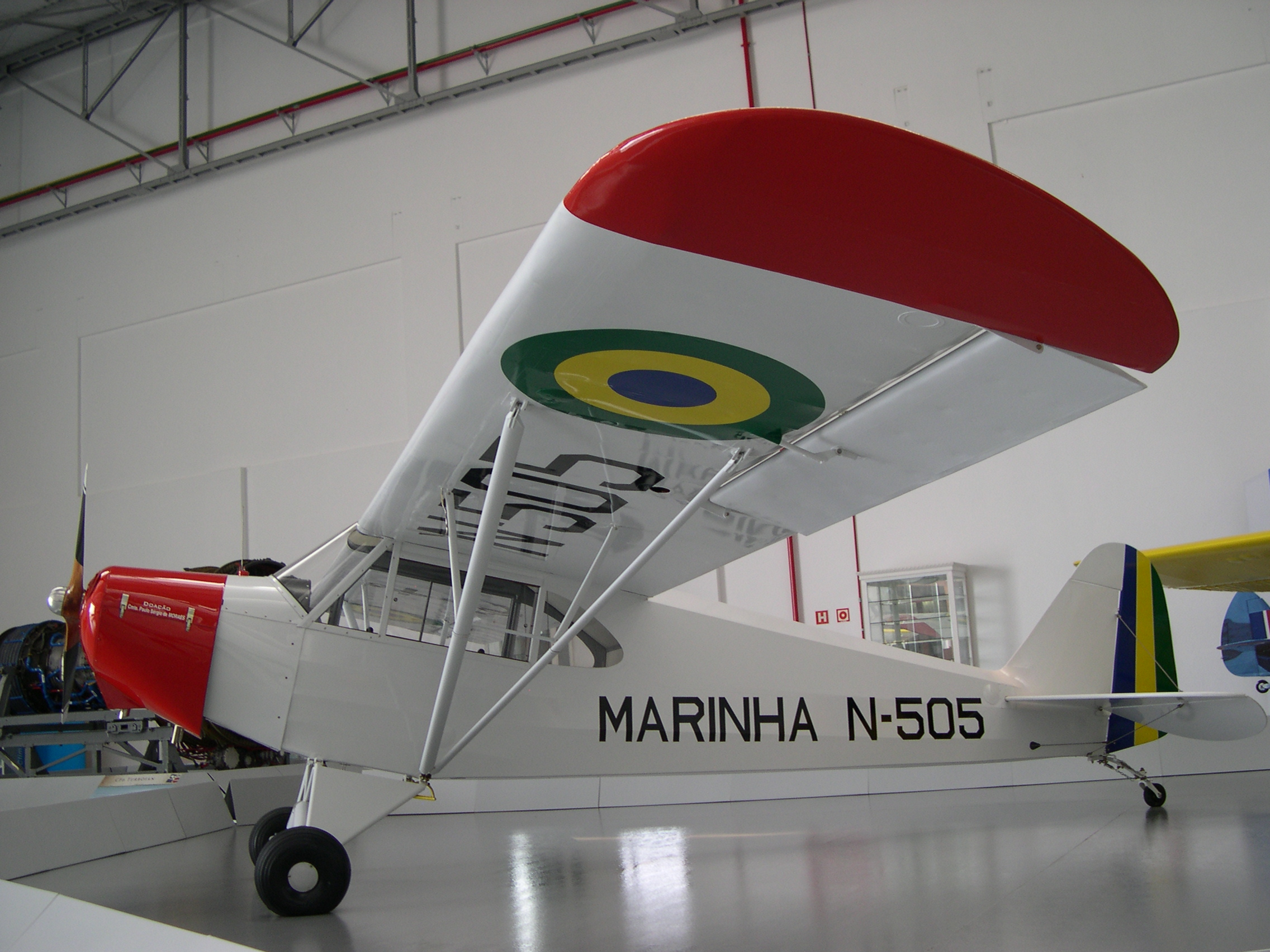
CAP4 Paulistinha
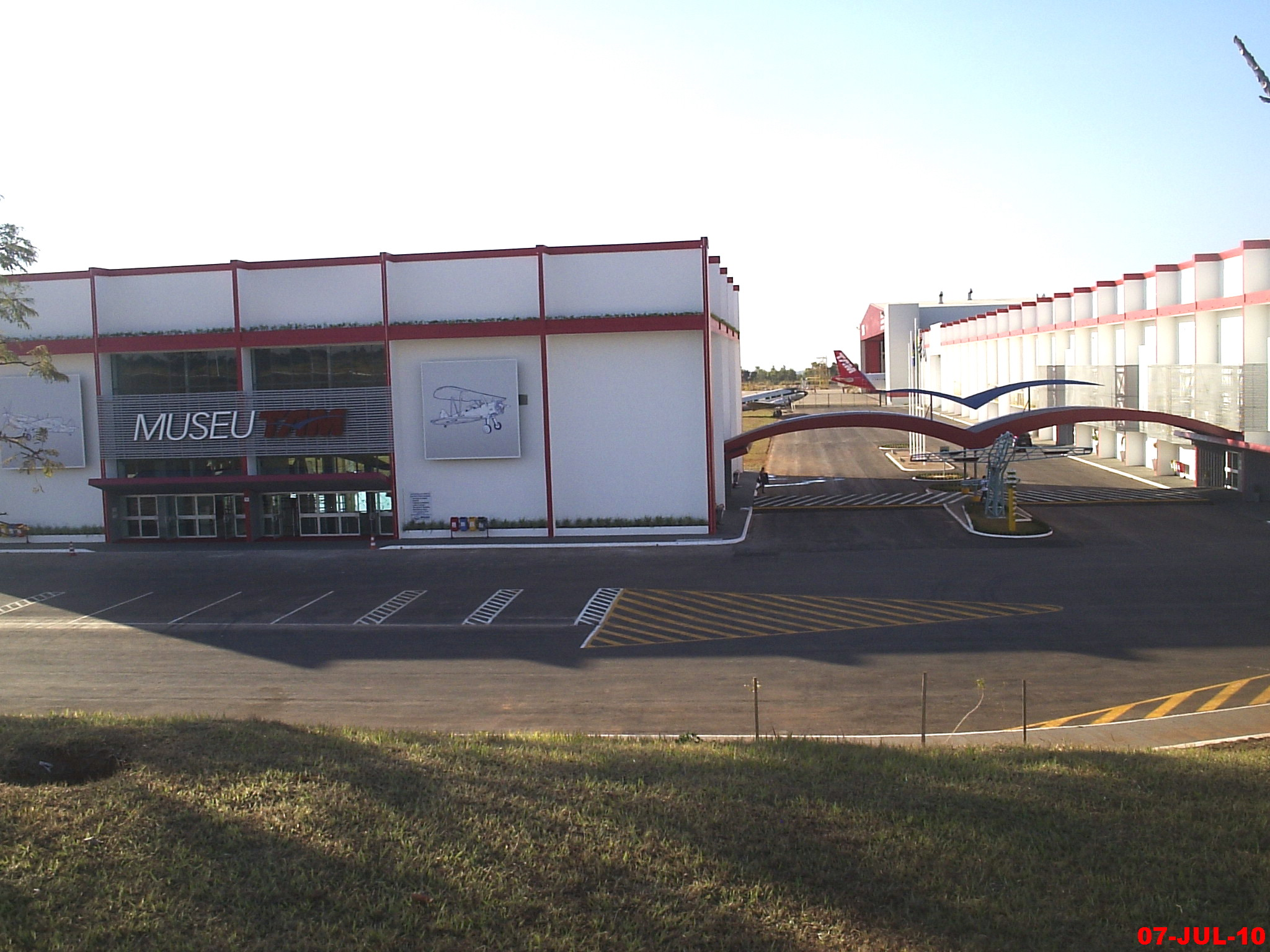
Museu TAM
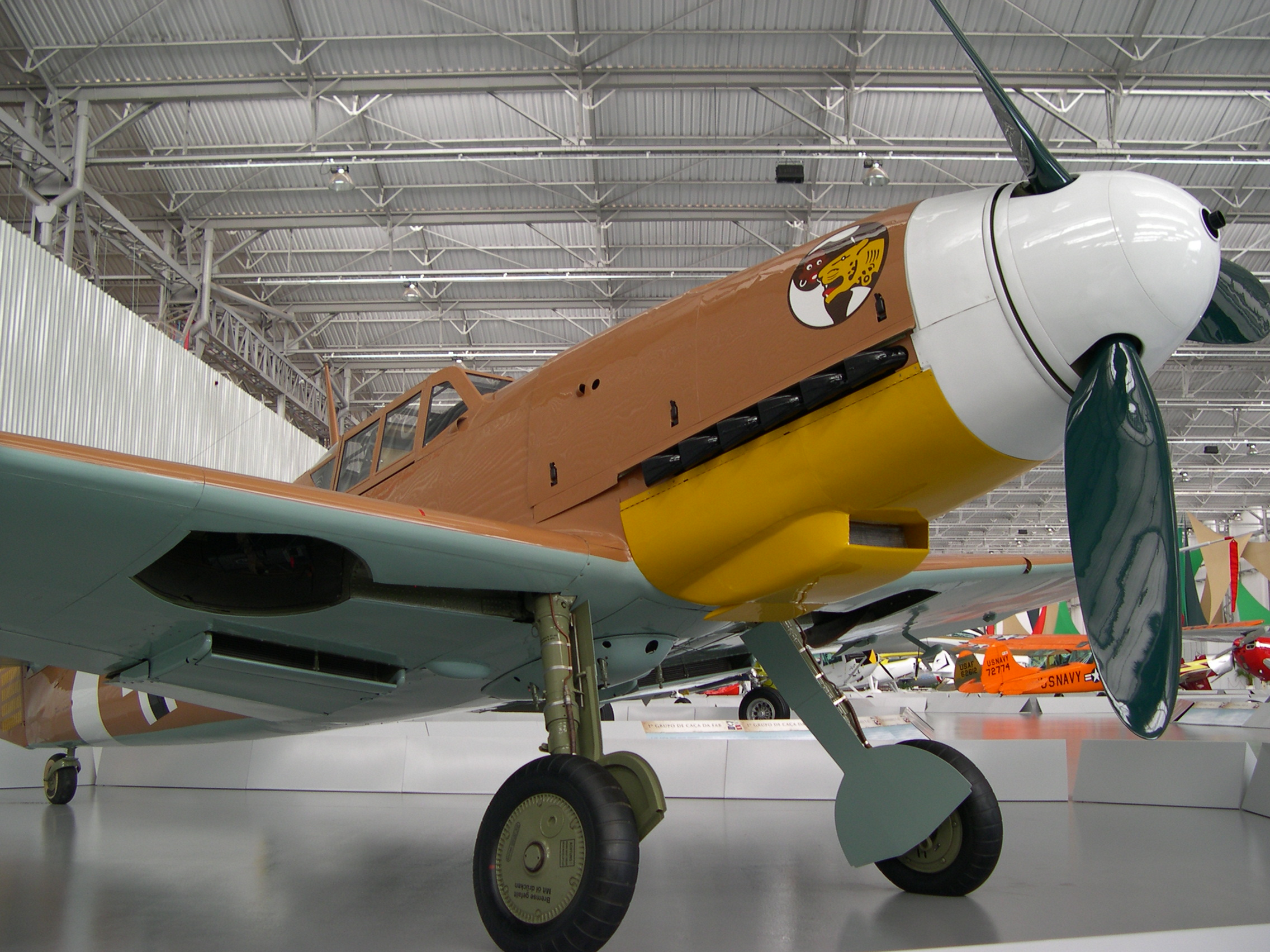
Caça - Messerschmitt BF 109 G-2
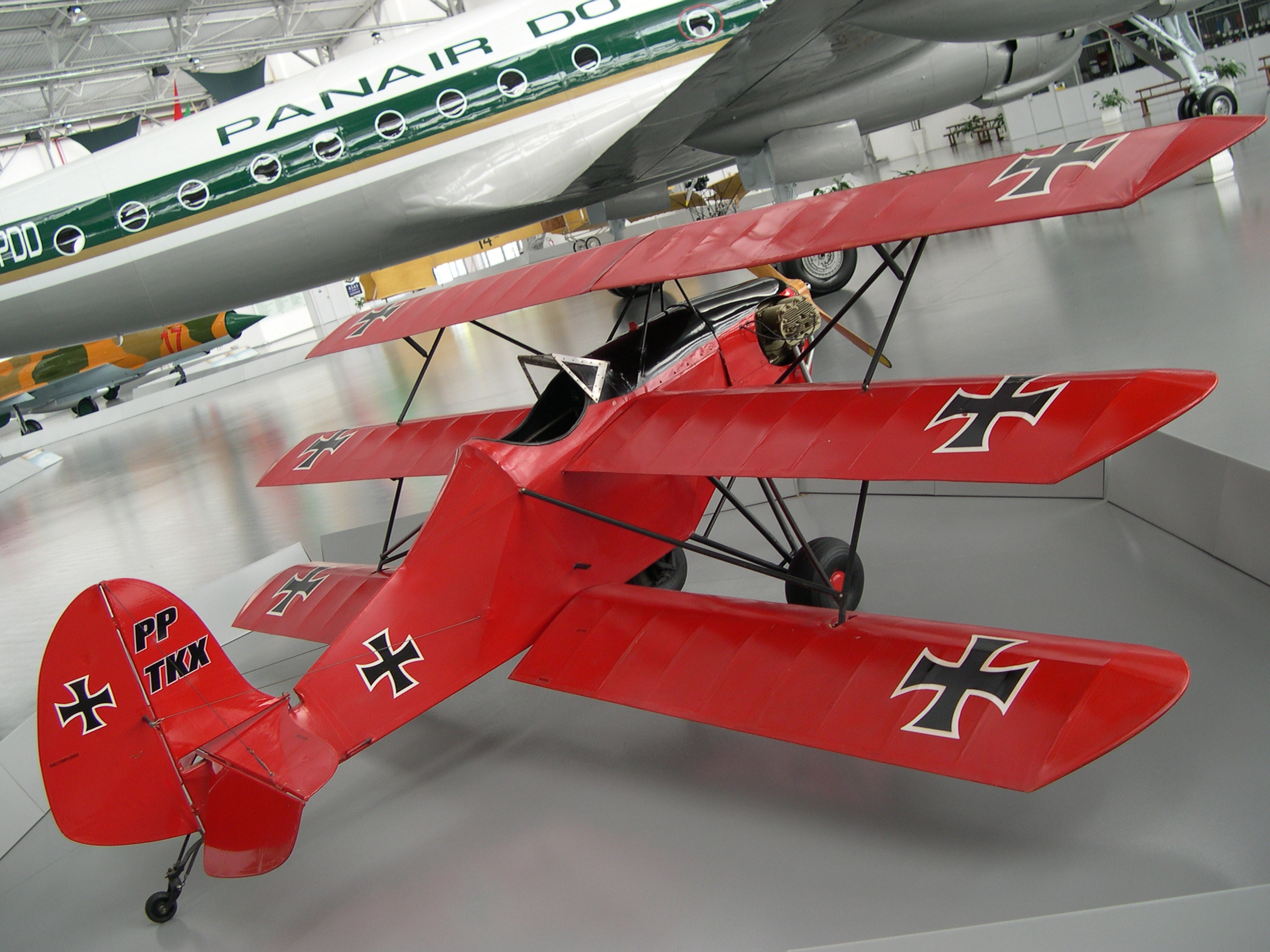
American Flea Ship
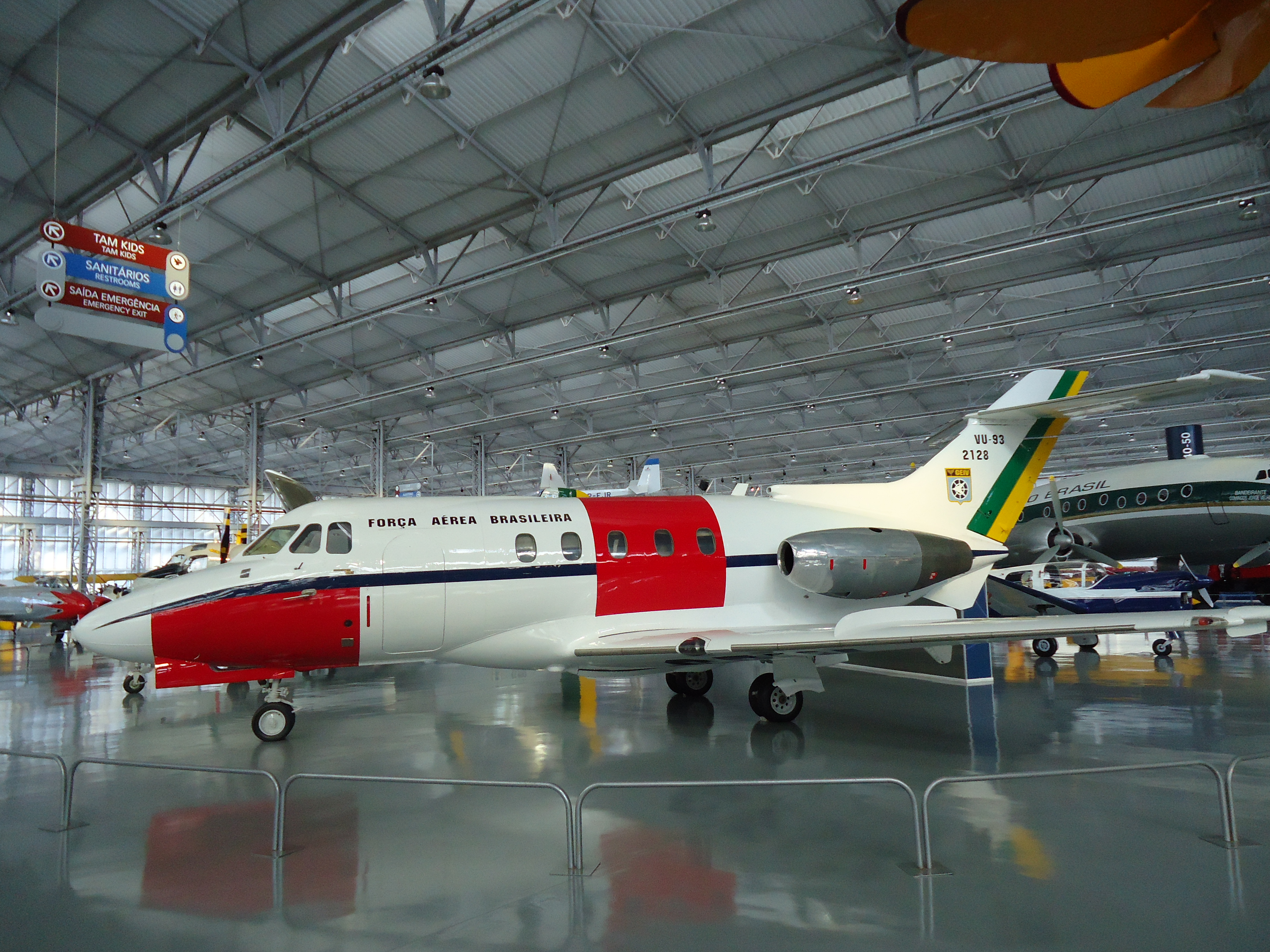
Hawker Siddeley HS-125 da FAB
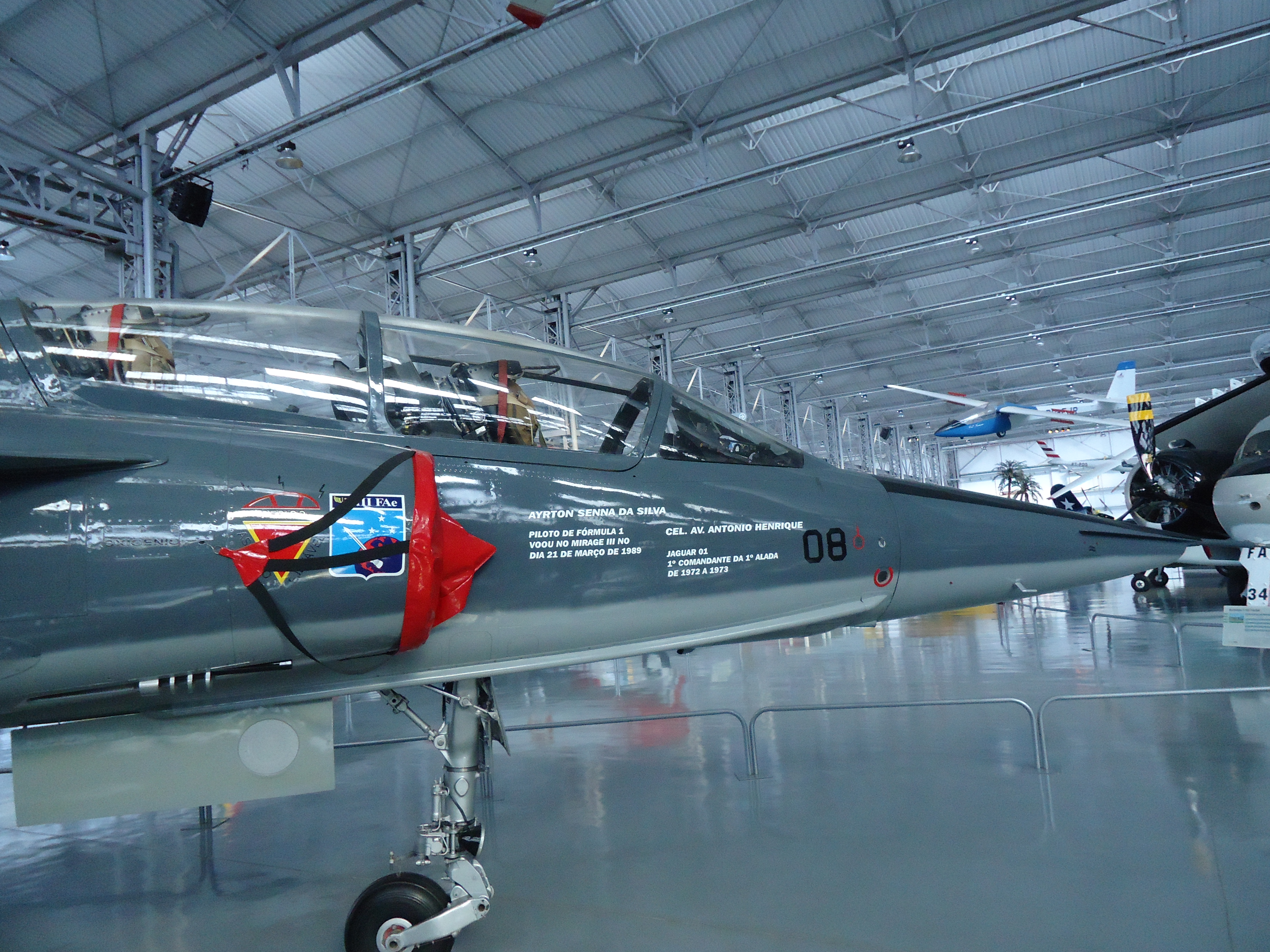
Mirage
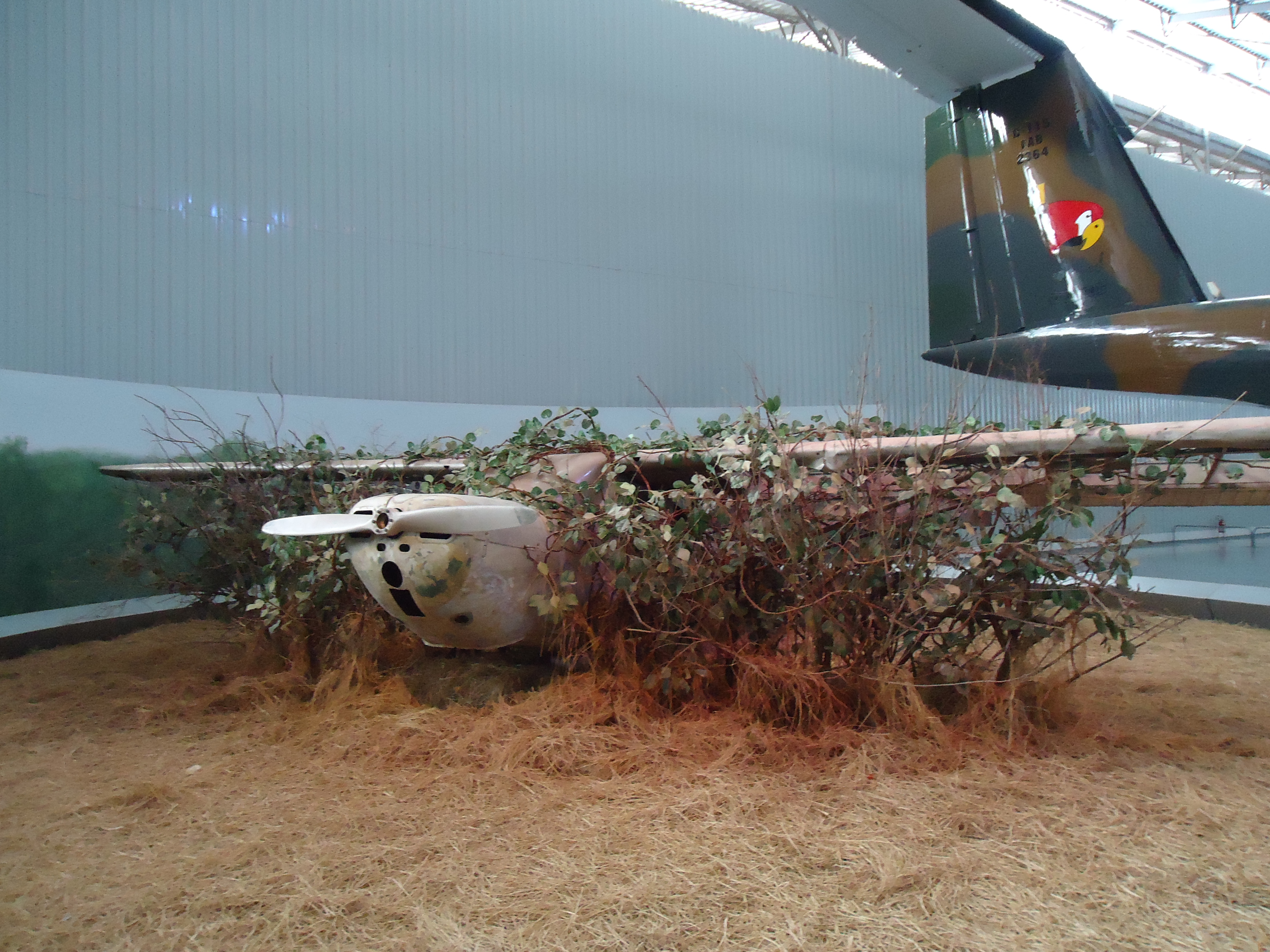
Cessna 140 - Caso Milton Verdi
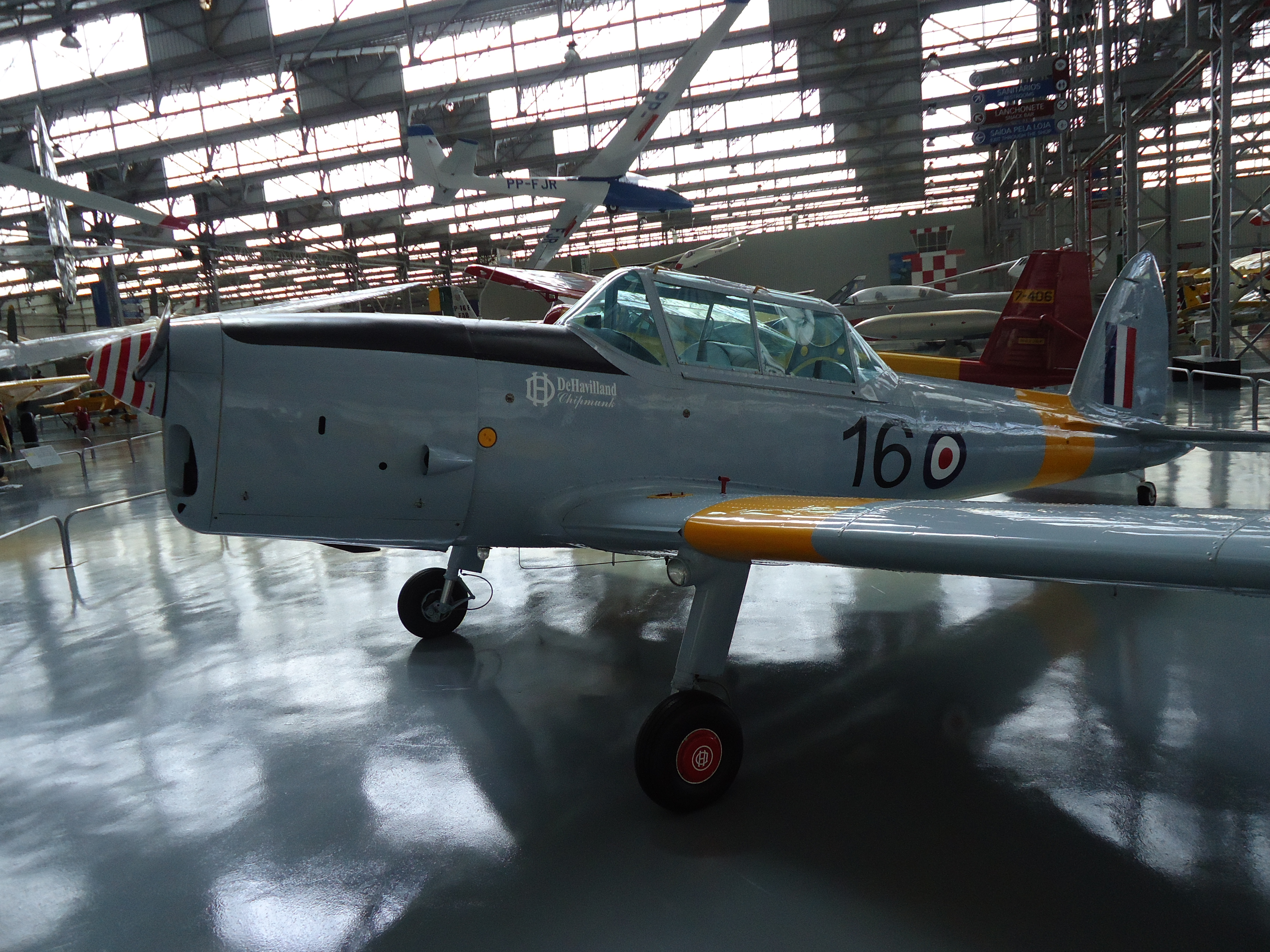
Avião de Treinamento - De Havilland Chipmunk
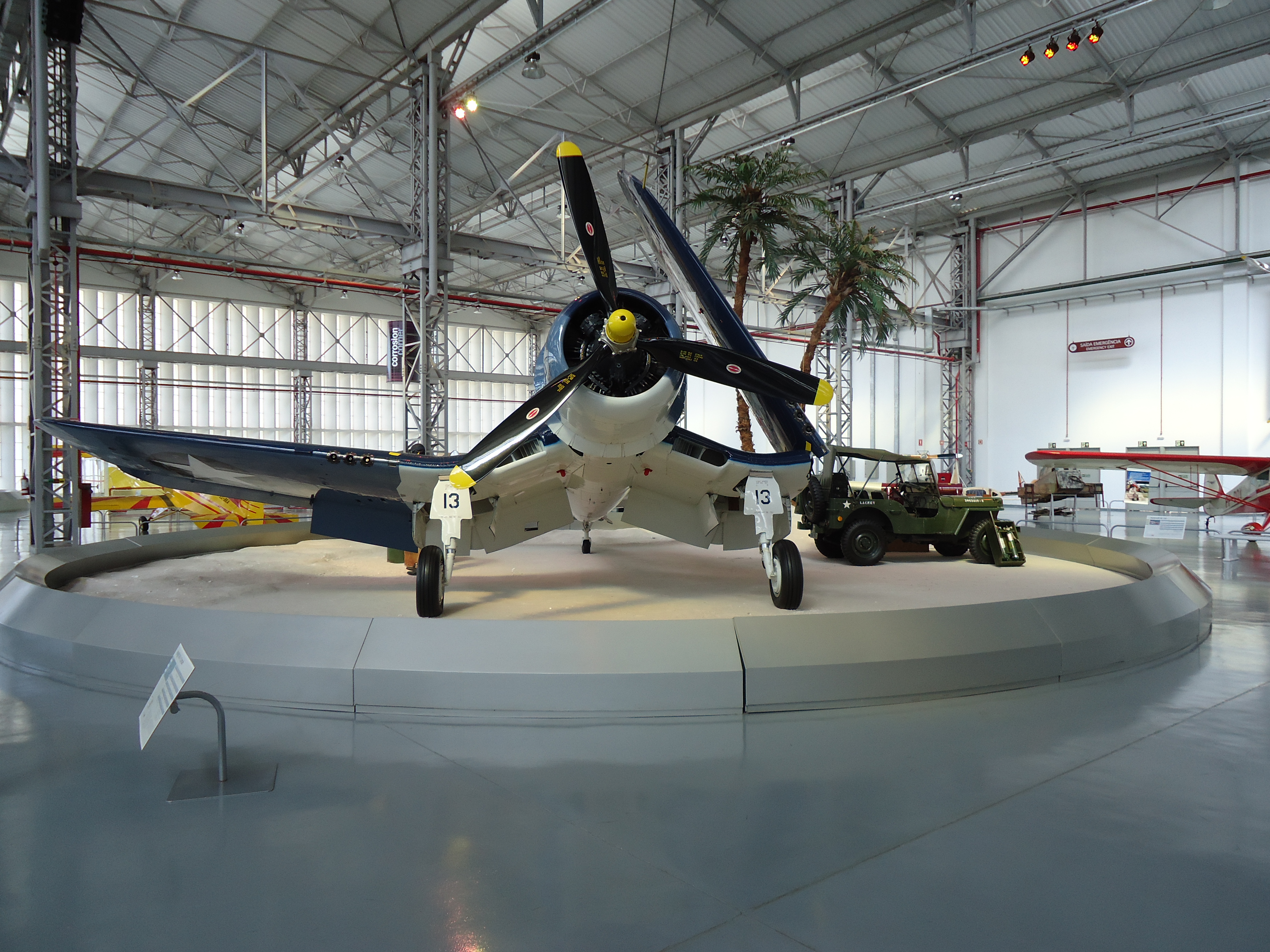
Caça - Vought F4U Corsair em diorama
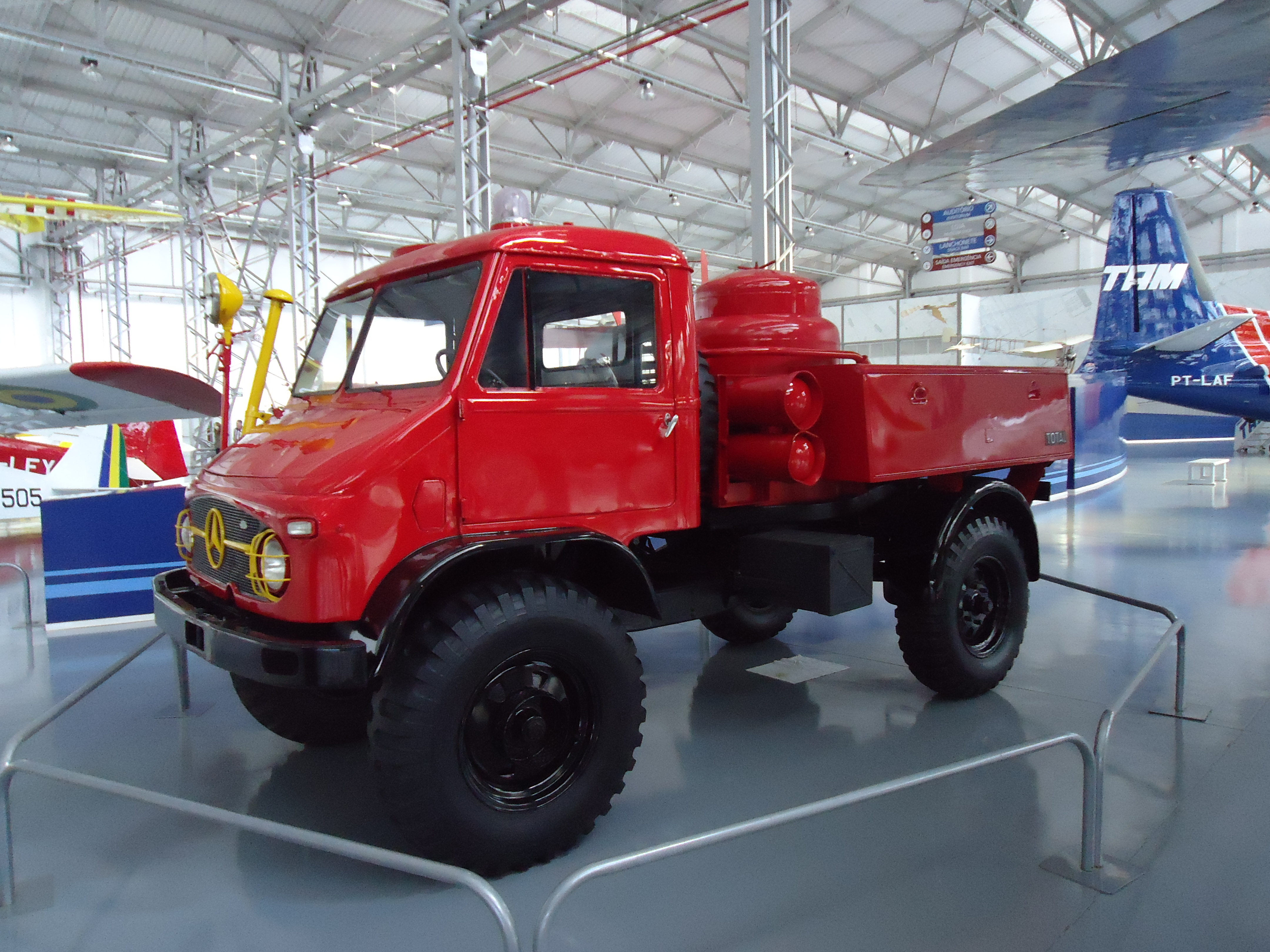
Antigo caminhão de bombeiros (Unimog)
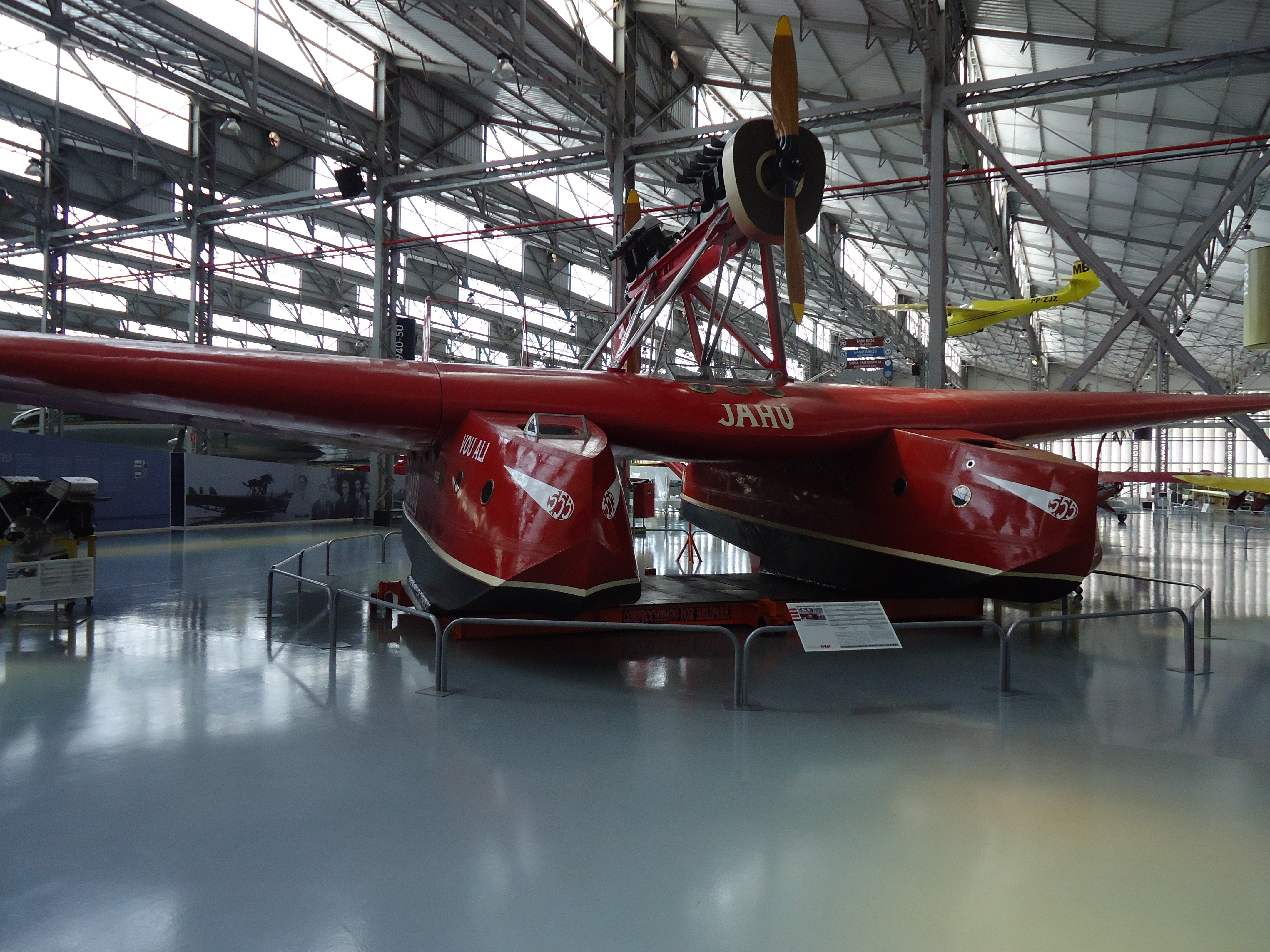
Hidroavião Jahu
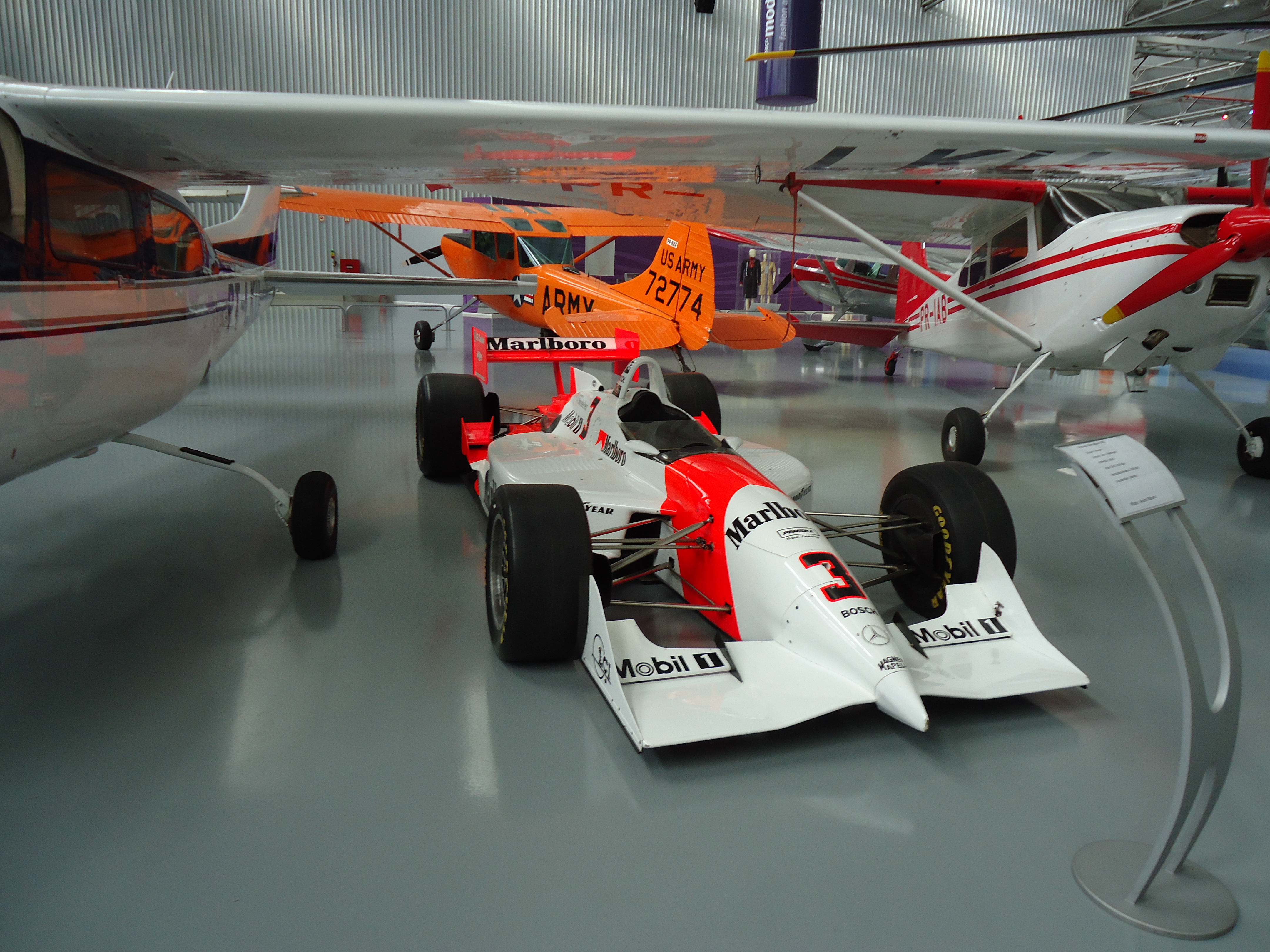
Carro de competição (Fórmula Indy)
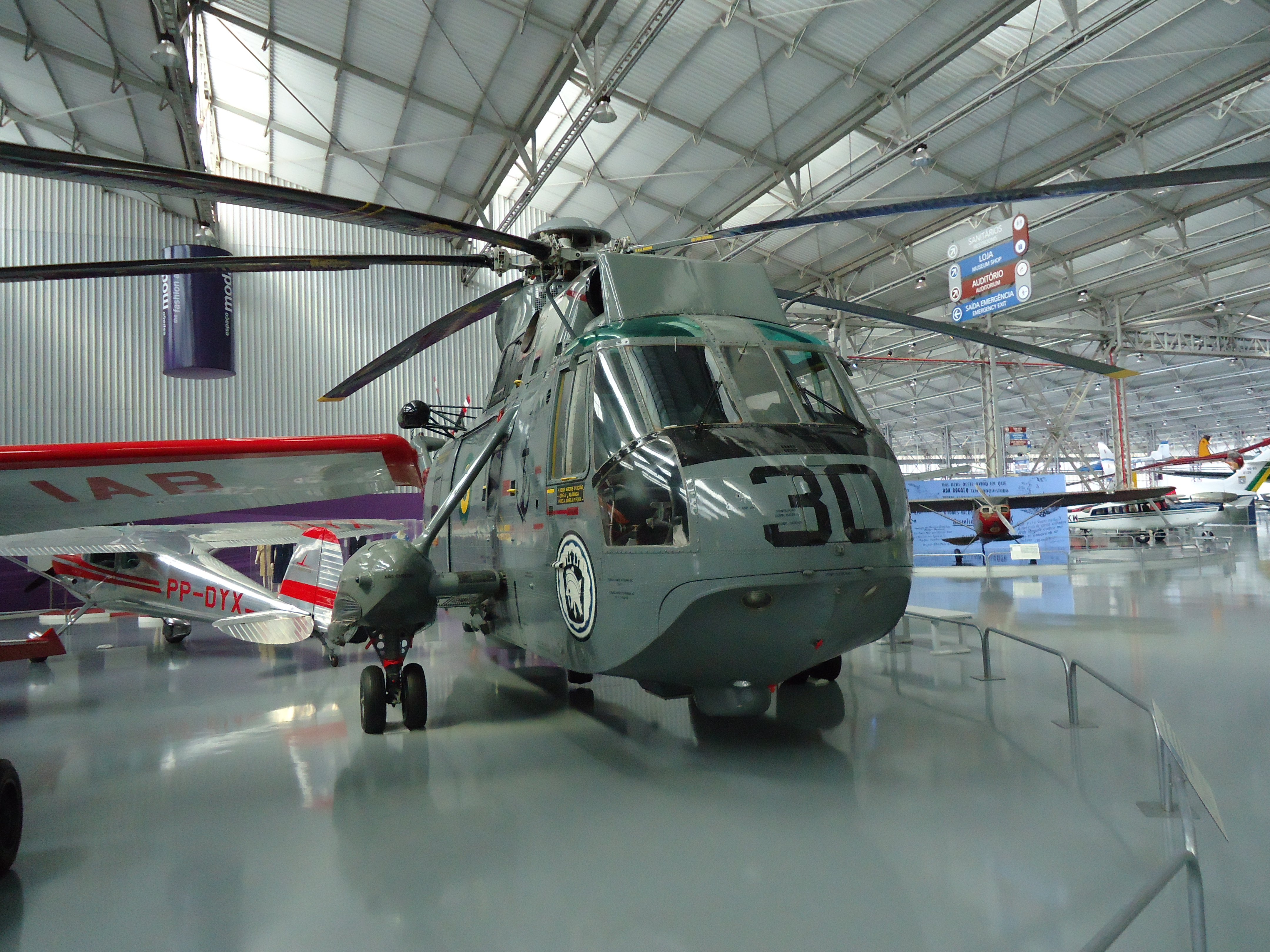
Sikorsky  S-61 Sea King
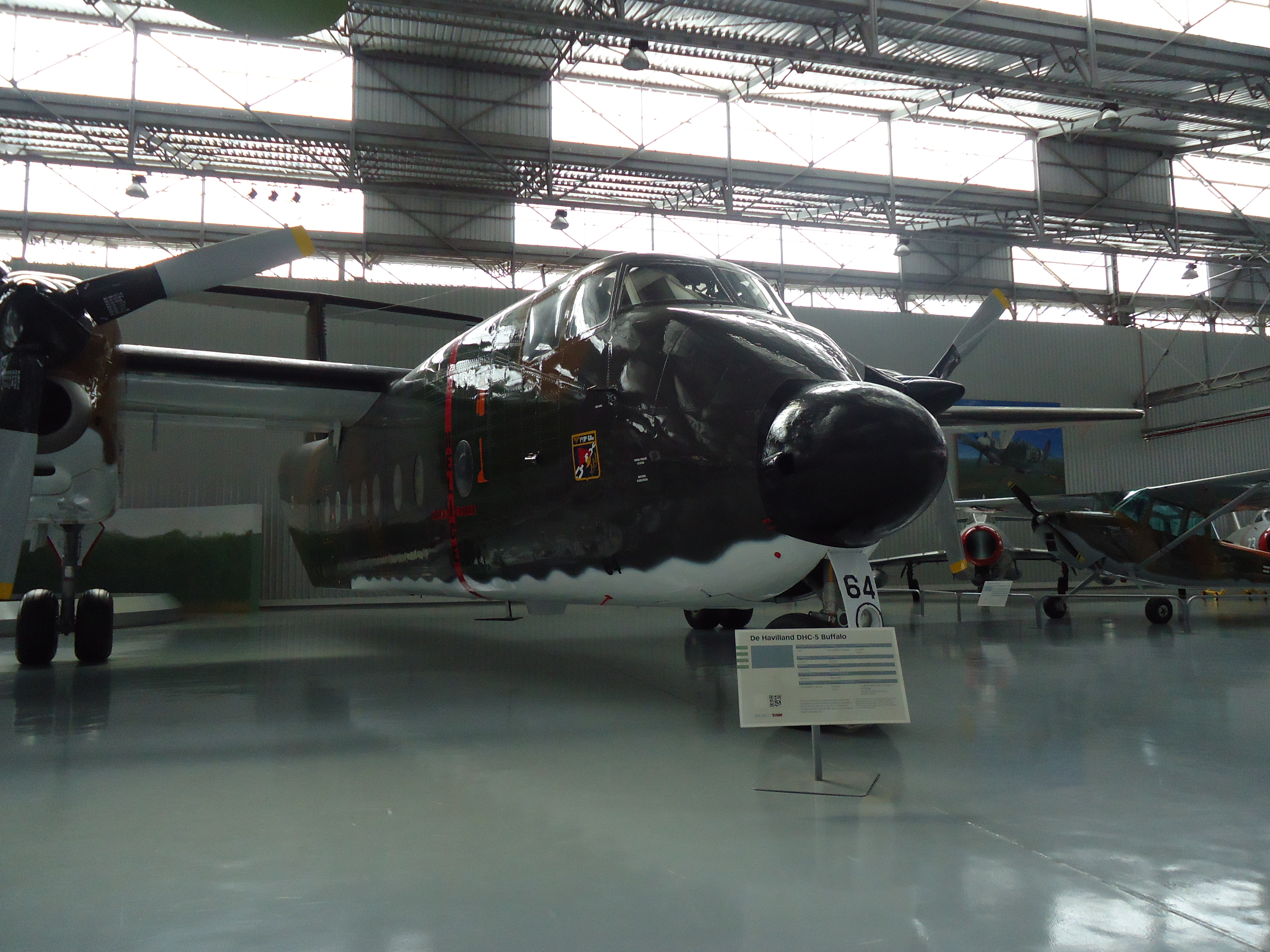
Cargueiro Buffalo
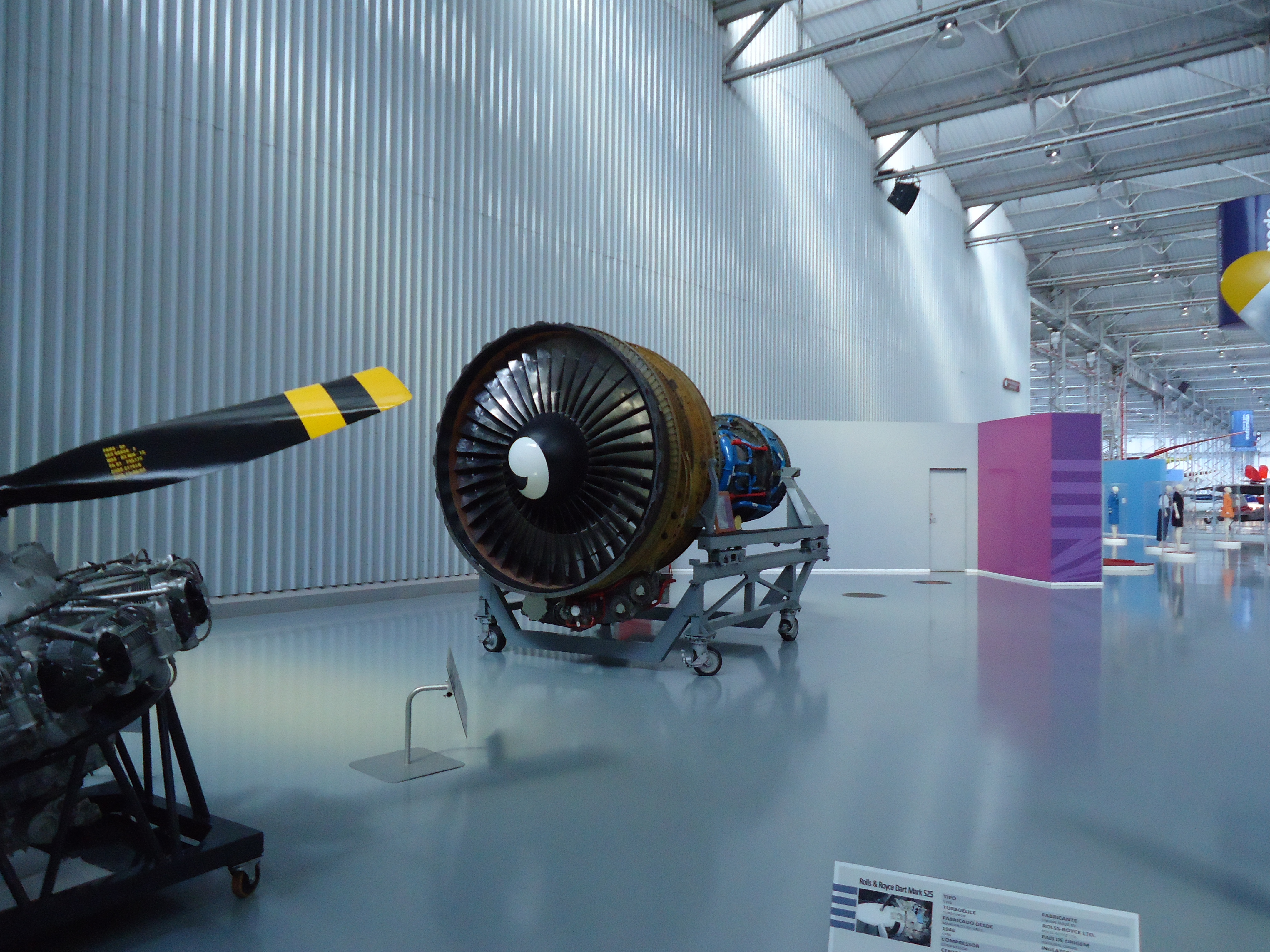
Motor de um Boeing 747
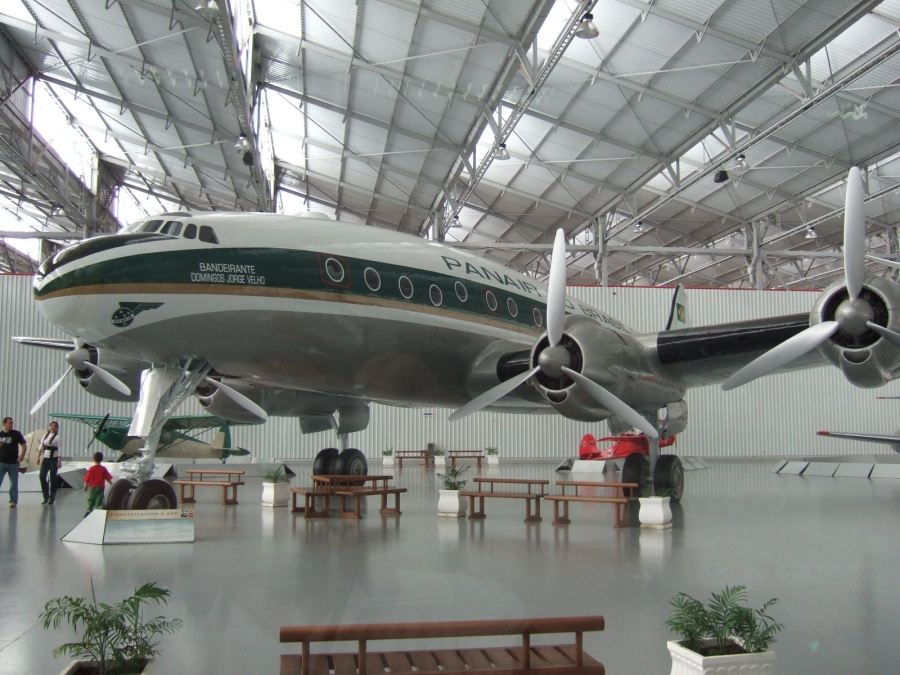
Lockheed Constelattion

## Demonstração
- Bf 109 G-10 (Messerschmitt foundation) flight demonstration
- Vídeo do Messerschmitt Bf 109 em voo